# Ólguinka (Krasnodar)
Ólguinka (del ruso: Ольгинка) es un seló del raión de Tuapsé del krai de Krasnodar, en el sur de Rusia. Está situado en las estribaciones meridionales del extremo oeste del Cáucaso Occidental, en los valles de los ríos Tu, que desemboca aquí en la bahía de Ólguinka, delimitada por los cabos Ágriya y Griaznova, de la orilla nororiental del mar Negro, y Kabak -afluente del anterior-, 18 km al noroeste de Tuapsé y 93 km al sur de Krasnodar, la capital del krai. Tenía 2 252 habitantes en 2010.
Pertenece al municipio Novomijáilovskoye.

## Historia
La localidad fue fundada como stanitsa Olguinskaya en 1864 como acantonamiento del batallón costero shapsug y recibe su nombre en homenaje a Olga, esposa del gran duque Miguel Nikoláyevich de Rusia. Tras la disolución del batallón en 1870 perdió el estatus de stanitsa.

## Nacionalidades
De los 3 123 habitantes con los que contaba en 1989, 2 103 eran de etnia rusa, 975 eran de etnia armenia, 40 eran de etnia bielorrusa y 5 eran de etnia ucraniana.

## Economía y transporte
En la costa de la bahía se hallan los complejos balnearios Orbita y Gamma.
Por la localidad pasa la carretera federal M27 Novorosíisk-Tuapsé.